# ハーマン・グローマン
ハーマン・グローマン（Herman Charles Groman、1882年4月18日 - 1954年7月23日）は、アメリカ合衆国の陸上競技選手である。彼は1904年に開催されたセントルイスオリンピックに出場して、400メートル競走で銅メダルを獲得した。

## 経歴
グローマンはドイツからの移民の家系に生まれた。父と祖父は医者で、グローマンも医者を目指してイェール大学に入学した。
陸上選手としては、彼は400メートル競走を得意とした。セントルイスオリンピックでは、400メートル競走は予選なしの決勝レースのみで行われた。このレースでは、表彰台のみならず6位までをアメリカの選手が独占する結果となった。
イェール大学を卒業した後、彼はラッシュ医科大学に通って1907年に医学博士号を取得した。インディアナ州のハモンドで彼は開業したが、同時に地元の問題に積極的にかかわり、幾つかの企業の取締役の座にもついたという。